# نوک‌داسی قهوه‌ای
نوک‌داسی قهوه‌ای (نام علمی: Epimachus meyeri) نام یک گونه از سرده نوک‌داسی‌ها است.